# Frambuesa (color)
Frambuesa o rojo frambuesa es un color rojo purpúreo de luminosidad media, bastante saturado, de textura visual brillante, que tiene como referente específico la frambuesa, el fruto maduro de la especie Rubus idaeus. Este color está comprendido en los acervos iconolingüísticos tradicionales de las culturas.

## Variantes culturales y lingüísticas
En idioma inglés, la denominación cromática «frambuesa» (raspberry) incluye al rojo oscuro y a una serie de coloraciones rojo purpúreas que se alejan del color real de las frambuesas maduras; esto se debe a que se trata de tonalidades que en su tiempo fueron publicados en diversos inventarios cromáticos. 

## Usos
En vexilología, el frambuesa es un color típico de las banderas cosacas.[cita requerida]
|            | Raspberry          | Raspberry                                               | Raspberry, raspberry glacé                                                 | Raspberry, raspberry glacé                                                      |
| HTML       | #722F37            | #673147                                                 | #A8516E                                                                    | #915F6D                                                                         |
| RGB        | (114, 47, 55)      | (103, 49, 71)                                           | (168, 81, 110)                                                             | (145, 95, 109)                                                                  |
| HSV        | (353°, 59 %, 45 %) | (336°, 52 %, 40 %)                                      | (340°, 52 %, 66 %)                                                         | (343°, 34 %, 57 %)                                                              |
| Referencia | Maerz & Paul, 1930 | Taylor, Knoche & Granville, 1950 TCCA (anterior a 1951) | Maerz & Paul, 1930 Taylor, Knoche & Granville, 1950 TCCA (anterior a 1951) | Maerz & Paul, 1930 Plochère Color System, 1948 Taylor, Knoche & Granville, 1950 |